# Sulayman Marreh
Sulayman Marreh (Abuko, 15 gennaio 1996) è un calciatore gambiano, centrocampista svincolato della nazionale gambiana.

## Carriera

### Club
Dopo gli esordi in patria, nell'estate 2013, viene acquistato dal Granada, che lo parcheggia nella squadra B. Il 17 ottobre 2014 esordisce in Liga, subentrando a partita in corso.

### Nazionale
Ha esordito in nazionale nel 2011; è stato convocato per la Coppa delle nazioni africane 2021.

## Statistiche

### Cronologia presenze e reti in nazionale
| Cronologia completa delle presenze e delle reti in nazionale ― Gambia | Cronologia completa delle presenze e delle reti in nazionale ― Gambia | Cronologia completa delle presenze e delle reti in nazionale ― Gambia | Cronologia completa delle presenze e delle reti in nazionale ― Gambia | Cronologia completa delle presenze e delle reti in nazionale ― Gambia | Cronologia completa delle presenze e delle reti in nazionale ― Gambia | Cronologia completa delle presenze e delle reti in nazionale ― Gambia | Cronologia completa delle presenze e delle reti in nazionale ― Gambia |
| Data                                                                  | Città                                                                 | In casa                                                               | Risultato                                                             | Ospiti                                                                | Competizione                                                          | Reti                                                                  | Note                                                                  |
| --------------------------------------------------------------------- | --------------------------------------------------------------------- | --------------------------------------------------------------------- | --------------------------------------------------------------------- | --------------------------------------------------------------------- | --------------------------------------------------------------------- | --------------------------------------------------------------------- | --------------------------------------------------------------------- |
| 29-1-2022                                                             | Douala                                                                | Gambia                                                                | 0 – 2                                                                 | Camerun                                                               | Coppa d'Africa 2021 - Quarti di finale                                | -                                                                     | 83’                                                                   |
| Totale                                                                |                                                                       | Presenze                                                              | 1                                                                     |                                                                       | Reti                                                                  | 0                                                                     |                                                                       |

## Palmarès

### Club

#### Competizioni nazionali
- Coppa del Belgio: 1

Gent: 2021-2022